# Bruno Nunes
Bruno Miguel de Oliveira Nunes (16 de outubro de 1976) é um empresário, escritor, consultor de empresas e político português. Atualmente, exerce as funções de deputado à Assembleia da República e Vereador na Câmara Municipal de Loures pelo partido CHEGA, município onde foi anteriormente Deputado Municipal. 
Em janeiro de 2024, foi eleito para o seu segundo mandado enquanto Deputado pelo círculo eleitoral de Lisboa para nas eleições legislativas de 2024 por Lisboa, em 2022 foi eleito Deputado à Assembleia da República pelo círculo eleitoral de Setúbal.  

## Atividade política
Em maio de 2014, foi candidato efetivo às eleições parlamentares europeias pelo Partido Popular Monárquico.
Com uma trajetória política de mais de 20 anos, ligada ao poder local, foi deputado municipal e atualmente ocupa o cargo de vereador de Loures. Participou em várias comissões de trabalho municipais ao longo dos mandatos. Nas eleições autárquicas de 2021, foi candidato a Loures, acabando por ser eleito vereador no município.
Em dezembro de 2021, André Ventura indicou que seria o cabeça de lista por Setúbal nas eleições legislativas de 2022.
Em janeiro de 2024, André Ventura indicou que ocuparia a sétima posição nas eleições legislativas desse ano por Lisboa. Sendo considerado pela comunicação social como uma despromoção, tendo em conta que seria o único deputado da anterior legislatura do grupo parlamentar a não manter a sua posição e a ver significativamente reduzida a sua posição nas listas. Assim, deixou a posição de cabeça de lista por Setúbal das anteriores eleições legislativas de 2022, vendo-a ser ocupada pela deputada Rita Matias.

## Deputado à Assembleia da República

### XV Legislatura da República Portuguesa
A 30 de janeiro de 2022, Bruno Nunes foi eleito deputado à Assembleia da República pelo Chega!, pelo círculo eleitoral de Setúbal. No dia 13 de abril de 2022 tomou posse como vice-presidente da comissão de Administração Pública, Ordenamento do Território e Poder Local. A 2 de junho de 2022 foi eleito 2.º vice-presidente do grupo parlamentar, a seguir ao deputado Rui Paulo Sousa, pelo partido CHEGA.

### Comissões Parlamentares
- Comissão eventual de verificação de poderes dos deputados eleitos [Vice-Presidente];
- Comissão de Assuntos Europeus;
- Comissão de Administração Pública, Ordenamento do Território e Poder Local;
- Comissão de Assuntos Constitucionais, Direitos, Liberdades e Garantias [suplente].

### XVI Legislatura da República Portuguesa
A 10 de março de 2024, foi reeleito deputado à Assembleia da República pelo CHEGA, desta vez pelo círculo eleitoral de Lisboa.

## Resultados Eleitorais

### Eleições Legislativas
| Data | Partido | Partido | Círculo eleitoral | Posição     | Cl.     | Votos          | %             | +/-  | Status | Notas                                |
| ---- | ------- | ------- | ----------------- | ----------- | ------- | -------------- | ------------- | ---- | ------ | ------------------------------------ |
| 2022 |         | CHEGA   | Setúbal           | 1.º (em 19) | 4.º     | 39 135         | 9,03 / 100,00 | 5,77 | Eleito | Vice-presidente do Grupo Parlamentar |
| 2024 | Lisboa  | CHEGA   | 7.º (em 48)       | 3.º         | 224 526 | 17,02 / 100,00 | 9,25          |      | Eleito |                                      |
| 2025 | Lisboa  | CHEGA   | 7.º (em 48)       | 3.º         | 265 718 | 20,87 / 100,00 | 11,85         |      | Eleito |                                      |

### Eleições Autárquicas

#### Câmara Municipal
| Data | Partido | Partido | Concelho | Posição     | Cl. | Votos | %             | +/- | Status | Notas                |
| ---- | ------- | ------- | -------- | ----------- | --- | ----- | ------------- | --- | ------ | -------------------- |
| 2021 |         | CHEGA   | Loures   | 1.º (em 11) | 4.º | 6 884 | 8,42 / 100,00 |     | Eleito | Vereador sem pelouro |

#### Assembleia Municipal
| Data | Partido | Partido     | Concelho | Posição     | Cl. | Votos  | %              | +/- | Status | Notas |
| ---- | ------- | ----------- | -------- | ----------- | --- | ------ | -------------- | --- | ------ | ----- |
| 2017 |         | PPD/PSD.PPM | Loures   | 7.º (em 33) | 3.º | 17 295 | 19,72 / 100,00 |     | Eleito |       |

### Eleições Europeias
| Data | Partido | Partido | Posição     | Cl.  | Votos  | %             | +/- | Status     | Notas |
| ---- | ------- | ------- | ----------- | ---- | ------ | ------------- | --- | ---------- | ----- |
| 2014 |         | PPM     | 7.º (em 21) | 11.º | 17 732 | 0,54 / 100,00 |     | Não Eleito |       |

## Obras Publicadas
- A Ordem secreta (2006)
- Do Secreto ao Discreto (2007)
- Chegados Aqui! (2024), prefácio André Ventura
- Malhar na Esquerda! Pensar à Direita! (2024), coordenação com Patrícia Almeida
- "A ignóbil porcaria": Reflexão ideológica (2024)